# 特约编辑
特约编辑（Editor-at-Large），亦被称作自由编辑。他们是为出版物撰写文章撰稿人之一。
与普通编辑不同的是，特约编辑的工作并不是重复性的，也一般不是由高层所指派的。他们拥有更多的自由度，他们只需要定期在某些方向上缴纳稿件便可。同时他们在排版、配图和出版方向上拥有较小的发言权。
同时他们与自由撰稿人的区别在于，他们并不是完全可以按照自己的喜好进行写作，他们还是在一定程度上要向主编的喜好妥协。虽然特约编辑的写作方向受到主编或执行编辑的监督，但是他们仍然可以与其他撰稿人共同探讨一些写作方向的可能性。特约编辑之所以被称为自由编辑，并不是说他们没有为杂志撰稿的任务，而是在于他们可以按照自己的兴趣选择撰稿的方向。